# Ellen Lewis Herndon Arthur

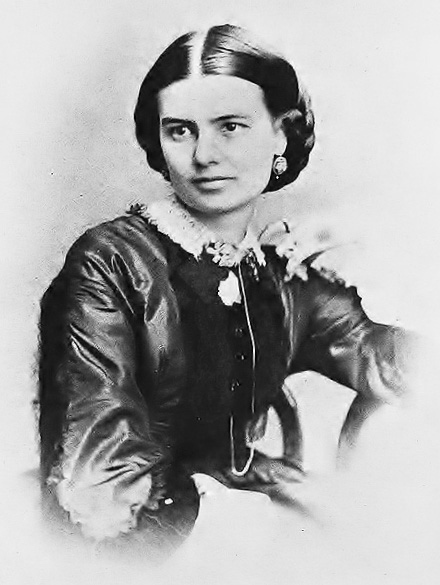
Ellen Lewis Herndon Arthur

Ellen Lewis Herndon Arthur (30 augustus 1837 - 12 januari 1880) was de vrouw van de 21ste president van de Verenigde Staten, Chester Alan Arthur. Ze overleed anderhalf jaar voor hij president werd en was dus nooit de first lady van het land.
Ze was de dochter van William Lewis Herndon, een beroemde marine-officier, en Frances Elizabeth Hansbrough. Ellen (bijnaam Nell) werd in Virginia grootgebracht. Op 12-jarige leeftijd kwam haar vader om nadat zijn schip SS Central America zonk. Hij redde vele vrouwen, kinderen en ook enkele mannen en had de kans om te ontsnappen maar verkoos om bij zijn bemanning te blijven en met het schip onder te gaan wat in die tijd beschouwd werd als de hoogste eer en opoffering voor een zeeman. Zijn laatste bevel was dat de reddingssloep die hem nog kon meenemen zo snel mogelijk zou wegvaren, zodat die niet werd meegezogen als het schip zonk.
Op 19-jarige leeftijd ontmoette ze Chester Arthur in New York toen ze haar moeder bezocht. Ze trouwden in 1859 op de verjaardag van haar vader. Arthur was van het landelijke Vermont en er werd gezegd dat hij zijn carrière vooral te danken heeft aan de prominente familie Herndon. De feesten die ze gaven in het grote huis op Lexington Avenue in Manhattan waren legendarisch. Ze kregen drie kinderen, van wie er één jong stierf. Nadat ze in 1880 terugkwam van de opera vatte ze een kou en werd ziek, uiteindelijk raakte ze in coma en stierf. Haar schoonzus Mary McElroy werd anderhalf jaar later first lady in haar plaats.